# Municipio de Nokay Lake
El municipio de Nokay Lake (en inglés: Nokay Lake Township) es un municipio ubicado en el condado de Crow Wing en el estado estadounidense de Minnesota. En el año 2010 tenía una población de 830 habitantes y una densidad poblacional de 8,9 personas por km².

## Geografía
El municipio de Nokay Lake se encuentra ubicado en las coordenadas 46°22′35″N 93°59′22″O / 46.37639, -93.98944. Según la Oficina del Censo de los Estados Unidos, el municipio tiene una superficie total de 93.29 km², de la cual 86,18 km² corresponden a tierra firme y (7,63 %) 7,11 km² es agua.

## Demografía
Según el censo de 2010, había 830 personas residiendo en el municipio de Nokay Lake. La densidad de población era de 8,9 hab./km². De los 830 habitantes, el municipio de Nokay Lake estaba compuesto por el 97,47 % blancos, el 0,12 % eran afroamericanos, el 0,6 % eran amerindios, el 0,48 % eran de otras razas y el 1,33 % eran de una mezcla de razas. Del total de la población el 1,57 % eran hispanos o latinos de cualquier raza.